# Peringueyacris
Peringueyacris is een geslacht van rechtvleugeligen uit de familie Pneumoridae. De wetenschappelijke naam van dit geslacht is voor het eerst geldig gepubliceerd in 1965 door Dirsh.

## Soorten
Het geslacht Peringueyacris  is monotypisch en omvat slechts de volgende soort:
- Peringueyacris namaqua (Péringuey, 1916)